# Nobutoshi Kihara
Nobutoshi Kihara (木原信敏?) (14 de octubre de 1926-13 de febrero de 2011) fue un ingeniero mecánico y electrónico japonés. Trabajó en la corporación Sony desde 1947 hasta 2006. Fue reconocido, principalmente, por su trabajo en el desarrollo del primer modelo de walkman en la década de 1970.
Además ha trabajado en: radio transistores, magnetoscopios, magnetófonos portátiles de casete, sistemas de sonido estéreo, el formato Betamax, la cámara digital, etc.
Se le conocía como «Mr. Walkman» en la prensa, y dentro de la corporación Sony como «El tesoro de Sony».

## Biografía
Nobutoshi Kihara nació en Tokio el 14 de octubre de 1926. Estudió Ingeniería Mecánica en la Universidad de Waseda. Para pagarse sus estudios universitarios Kihara buscaba radios estropeadas, que reparaba y vendía.
Kihara se graduó en 1947, y ese mismo año comenzó a trabajar en la compañía electrónica Sony. Estuvo bajo la supervisión personal de Masaru Ibuka, fundador de Sony, desde la misma entrevista de acceso a Sony; y pasó rápidamente de su trabajo inicial (fabricación de productos) a ser ingeniero de diseño.
En la década de 1950 colaboró activamente en el desarrollo tecnológico del primer radio transistor con éxito comercial de los años 50 y también en una amplia variedad de tecnologías de grabación. En 1964, Kihara lideró el equipo de desarrollo del CV-2000, el primer magnetoscopio destinado al mercado doméstico que utilizaba cintas de casete.
Kihara, siendo Ingeniero Mecánico, también aprendió de forma autodidacta Ingeniería Electrónica, llegando a ser un experto en ambas ramas tecnológicas. Esto le permitió desarrollar investigaciones que se han protegido mediante cientos de patentes en Japón y de otras cientos internacionales.
En 2006, con 80 años de edad, decidió retirarse de Sony. Cinco años más tarde, el 13 de febrero de 2011 falleció en Tokio a los 84 años debido a un ataque cardiaco.

«El progreso tecnológico finaliza cuando empezamos a imitar a los demás»

## Trayectoria profesional

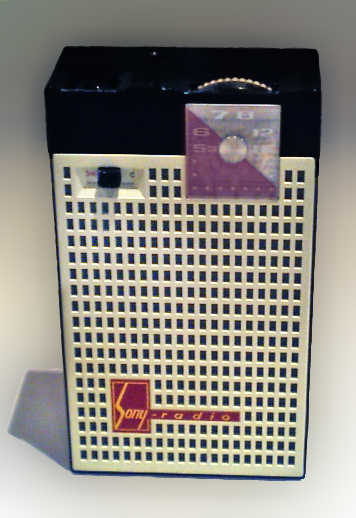
Radio TR-52, prototipo del radio transistor TR-55 (1955).

- 1947 abril: Empieza a trabajar en Tokio Tsushin Kogyo K. K. (Corporación de Ingeniería de Telecomunicaciones Tokio)
- 1949: Desarrolla la primera grabadora de cinta magnética japonesa.
- 1950 enero: Desarrolla la Type G, la primera grabadora de cintas japonesa y el Type H, la primera grabadora de cintas destinada al mercado doméstico.
- 1951: Desarrolla la Type P, una grabadora de cintas portátil.
- 1951 abril: Desarrolla la Type M, también denominado como Densuke, una grabadora de cintas para radiodifusión.
- 1955 julio: Desarrolla el TR-55, el primer radio transistor de bolsillo japonés.
- 1956: Desarrolla la televisión en blanco y negro por transistores.
- 1958 enero: La empresa Tokyo Tsushin Kogyo K.K cambia su nombre a Sony Corporation.
- 1962: Desarrolla la PV-100, la primera grabadora de cintas de vídeo destinada a teledifusión y entornos industriales.
- 1965: Desarrolla la CV-2000, la primera grabadora de cintas por transistores destinada al mercado doméstico.
- 1966: Desarrolla la AV-3400, una grabadora de cintas de vídeo portátil.
- 1967 enero: Es nombrado segundo director de la sección de desarrollo.

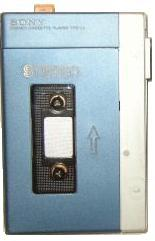
Walkman TPS-L2, el primer Walkman comercial (1979).

- 1969 noviembre: Desarrolla un prototipo del U-matic, el primer magnetoscopio que utiliza cintas de casete y graba a color.
- 1970 junio: Es nombrado director de Sony.
- 1971: Desarrolla la versión definitiva de U-matic junto a 7 empresas asociadas.
- 1975 abril: Desarrolla el magnetoscopio Betamax, el primer magnetoscopio destinado al mercado doméstico.
- 1975 junio: Es nombrado director ejecutivo de Sony.
- 1980 julio: Desarrolla el Video Movie, un sistema compacto de vídeo de 8mm que integra cámara y reproductor de vídeo.
- 1981 agosto: Desarrolla la Mavica, una cámara magnética de vídeo estático.
- 1982 marzo: Desarrolla la Mavigraph, una impresora de color para vídeo estático.
- 1982 mayo: Es nombrado consejero delegado de Sony y director del centro de investigación.
- 1988 octubre: Es nombrado presidente del centro de investigación Sony-Kihara.
- 1989 junio: Es nombrado asesor superior de Sony.
- 1996 octubre: Es nombrado asesor de Sony.
- 2000 abril: Es nombrado presidente del consejo del centro de investigación Sony-Kihara.
- 2006: Abandona la empresa Sony

## Reconocimientos y premios
- 1961 mayo: Premio Especial Sony.
- 1965: Premio Nikkan Kogyo Shinbun.
- 1967 abril: Reconocimiento al mérito en el campo de la Ingeniería, otorgado por el Ministerio de Ciencia y Tecnología de Japón.
- 1968 agosto: Décimo Premio Anual de Diseño Industrial WESCON.
- 1976 mayo: Primer premio Ibuka de IEEE (Instituto de Ingenieros Eléctricos y Electrónicos).
- 1977 junio: Premio Outstanding Papers de IEEE.
- 1979 agosto: Premio Eduard Rhein de 1978.
- 1981 mayo: Cuarto premio Ibuka de IEEE.
- 1982 junio: Premio Outstanding Papers de IEEE de 1981.
- 1982 junio: Medalla David Sarnoff de IEEE por su contribución a la grabación de vídeo en cintas magnéticas.
- 1983 enero: Grado Fellow en IEEE.
- 1983 junio: Premio Transactions Paper Award de IEEE de 1982.
- 1989 abril: Premio de Honor Internacional Interkamera '89 (Checoslovaquia)
- 1989 septiembre: Premio por la contribución a la tecnología fotográfica en su 150 aniversario (Checoslovaquia)
- 1990 abril: Medalla de honor con cinta púrpura del Emperador de Japón (紫綬褒章).
- 1992 mayo: Doctorado Honorífico de Investigación por la Universidad de Oklahoma.